# Sobrecollida
S'anomena sobrecollida o sobrecullida (prové de collir) a cadascun dels òrgans administratius del regne d'Aragó encarregats de la coordinació i supervisió d'un nombre variable de collides o duanes existents al llarg del regne, instaurats per a la recaptació dels dreytos de les Generalitats, al capdavant dels quals es trobava un sobrecollidor.
A mitjans del segle xiv, es van establir 6 sobrecollides que tenien jurisdicció sobre 181 collides i 2 taules independents, la de Saragossa i la d'Escatrón.
Les sis sobrecollides eren:
- Sobrecollida d'Alcanyís
- Sobrecollida de Montalbán
- Sobrecollida de Terol
- Sobrecollida de Tarassona-Calataiut
- Sobrecollida de Jaca
- Sobrecollida d'Osca

### Vocabulari, l'equivalent a Catalunya[modifica | modifica el codi]
Totes aquestes sub-administracions, estaven coordinades per la Generalitat d'Aragó igual que a Catalunya on hi ha la Generalitat de Catalunya (i que la resta de territoris de la Corona d'Aragó; Generalitat Valenciana, ...)
Alhora el territori es dividia en:
- Taules = Unitat major d'administració
- Sobrecollides = Òrgan encarregat de la supervisió de les Collides (Duanes). Equivalent a la Vegueria
- Collides = Punts frontereres on es recapten impostos, Duanes. Equivalent a Batllies/Pobles

## Fogatge de 1495
No obstant les dades anteriors, al fogatge de 1495, es va ampliar el nombre de sobrecollides a 11. El total de focs recomptats al regne va ser de 51.056, com podem veure:
| Sobrecollida | Nombre de focs |
| ------------ | -------------- |
| Saragossa    | 9 069          |
| Alcanyís     | 4 268          |
| Montalbán    | 3 996          |
| Terol        | 2 720          |
| Daroca       | 4 160          |
| Calataiut    | 6 732          |
| Tarassona    | 4 953          |
| Osca         | 3 765          |
| Jaca         | 2 762          |
| L'Aïnsa      | 1 483          |
| Barbastre    | 4 480          |
| Ribargorça   | 2 662          |

Després dels Decrets de Nova Planta, van ser substituïdes per corregimients que eren les formes de divisió territorial castellana.